# Сент Есташ (Квебек)
Сент Есташ (фр. Saint-Eustache) је град у Канади у покрајини Квебек. Према резултатима пописа 2011. у граду је живело 44.154 становника.

## Становништво
Према резултатима пописа становништва из 2011. у граду је живело 44.154 становника, што је за 4,9% више у односу на попис из 2006. када је регистровано 42.077 житеља. 
| 2006.  | 2011.  |
| ------ | ------ |
| 42.077 | 44.154 |